# Роккурб (кантон)
Рокку́рб (фр. Roquecourbe, окс. Ròcacorba) — упразднённый кантон во Франции, находился в регионе Юг — Пиренеи, департамент Тарн. Входил в состав округа Кастр.
Код INSEE кантона — 8127. Всего в состав кантона Роккурб входили 6 коммун, из них главной коммуной являлась Роккурб.
Кантон был упразднён в марте 2015 года.

## Население
Население кантона на 2009 год составляло 6459 человек.
| 1962 | 1968 | 1975 | 1982 | 1990 | 1999 | 2009 |
| ---- | ---- | ---- | ---- | ---- | ---- | ---- |
| 4612 | 5144 | 5700 | 5892 | 6225 | 6248 | 6459 |

## Коммуны кантона
| Коммуна         | Население, чел. (2010) | Код INSEE | Почтовый индекс |
| --------------- | ---------------------- | --------- | --------------- |
| Бюрла           | 1902                   | 81042     | 81100           |
| Лакрузет        | 1731                   | 81128     | 81210           |
| Монфа           | 398                    | 81177     | 81210           |
| Роккурб         | 2281                   | 81227     | 81210           |
| Сен-Жан-де-Валь | 73                     | 81256     | 81210           |
| Сен-Жермье      | 128                    | 81252     | 81210           |